# Enhydris chiński
Enhydris chiński, mieliznówka chińska (Myrrophis chinensis) – gatunek węża z rodziny Homalopsidae, żyjący w Chinach, północnym Wietnamie i na Tajwanie. Osiąga do 80 cm długości i żywi się rybami.